# Kevin Tapani
Kevin Ray Tapani (né le 18 février 1964 à Des Moines, Iowa, États-Unis) est un ancien lanceur droitier de baseball.
Il évolue dans la Ligue majeure de baseball de 1989 à 2001. Sept de ses 13 saisons sont jouées, de 1989 à 1995, chez les Twins du Minnesota. 
Lanceur partant, Tapani fait partie de l'édition des Twins championne de la Série mondiale 1991.